# 塔內夫河
50°29′34″N 22°15′28″E / 50.49278°N 22.25778°E

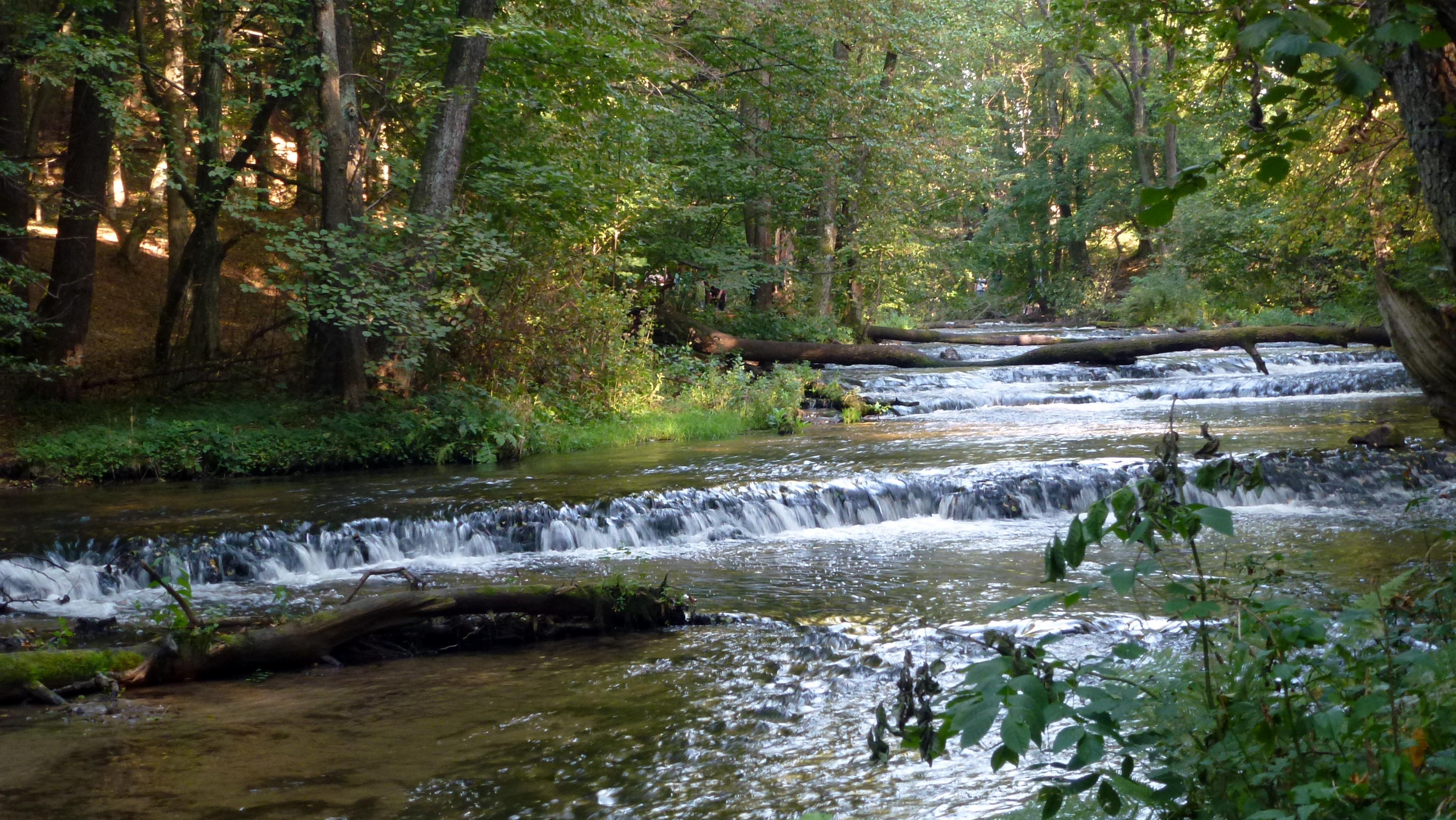

塔內夫河是波蘭的河流，位於該國東南部，屬於桑河的支流，河道全長113公里，流域面積2,339平方公里，河口處在烏蘭努夫，河畔城鎮有納羅爾。